# Jorge Eduardo de Oliveira
Jorge Eduardo Vieira de Oliveira (Machado, 1 de novembro de 1931 – 16 de abril de 2014) foi um médico e político brasileiro.

## Biografia
Como médico, atuando na área da Ginecologia em sua cidade natal e também em Poço Fundo, Jorge Eduardo foi diretor e provedor do Hospital da Santa Casa de Caridade de Machado, bem como presidente e um dos fundadores da Fundação Machadense de Ensino Superior e Comunicação - FUMESC.
Filiado ao PMDB, elegeu-se prefeito de Machado em duas ocasiões: entre 1972 e 1976, e entre  1983-1988. Após ser eleito suplente de deputado estadual em 1991, assumiu o cargo, sendo reeleito por mais dois mandatos para o mesmo cargo, que ocupou até 2003, portanto, por três legislaturas.
Dr. Jorge Eduardo militou até sua morte na política machadense, sendo um dos articuladores do PMDB local.
Faleceu em 16/04/2014, vitima de infarto fulminante em sua fazenda no município de Machado, deixando esposa e seis filhos e netos.